# Tekaman
Tekaman ist ein Ort auf der Hauptinsel Nuribenua des Tabiteuea-Atolls in den zum Inselstaat Kiribati gehörenden Gilbertinseln im Pazifischen Ozean mit einer Landfläche von 0,26 km². Er gehört zum Distrikt North Tabiteuea. 2020 hatte der Ort 229 Einwohner.

## Geographie
Tekaman liegt an der Nordwestspitze von Nuribenua und ist neben Tekabwibwi einer der nördlichsten Ort des Atolls. Im Norden befindet sich eine Bucht des Atolls, die von einem Damm durchquert wird, welcher nach Tekabwibwi im Norden führt. Im Ort gibt es ein traditionelles Versammlungshaus (Tekaman Maneaba) und im Inselinnern steht die Catholic Church Atinbanin Iesu. Im Südosten ist Tanaeang der nächstgelegene Ort.

## Klima
Das Klima ist tropisch heiß, wird jedoch von ständig wehenden Winden gemäßigt. Ebenso wie die anderen Orte des Tabiteuea-Atolls wird Tekaman gelegentlich von Zyklonen heimgesucht.